# O Anel Misterioso: Cenas da Guerra Peninsular
O Anel Misterioso: Cenas da Guerra Peninsular é um romance português escrito por Alberto Pimentel, e publicado pela primeira vez em 1873.
A obra foi inspirada num mendigo que vagueava pelas ruas do Porto, conhecido como o Desgraça, e que o autor identifica como tendo sido o militar português José Maria da Graça Strech. A narrativa centra-se no período da Guerra Peninsular, tendo como ponto de partida a tomada do Porto na segunda invasão francesa, e a tragédia da Ponte das Barcas.

## Resumo da obra
Durante a tomada do Porto pelo exército francês, na segunda invasão francesa, o capitão do exercito português Graça Strech é mortalmente ferido, e o seu filho, José Maria, acorre à casa da família com a intenção de socorrer a sua irmã Augusta, suas mãe e avó. Entretanto o exercito invasor, no saque que se seguiu a vitória sobre os militares portugueses, matam as 3 mulheres e deixam José Maria ferido e só no mundo. A sede de vingança contra os invasores só arrefece quando, depois de ajudado a escapar de um hospital de campanha francês pela vivandeira Rosina Regnaut que o assistia, e por quem se vem a apaixonar. A continuação da guerra contra o exército de Napoleão tornam os seus amores perigosos de mais, e, ao saber-se grávida, Rosina sai de Portugal para a Itália, onde José Maria se lhe iria reunir depois de terminada a guerra. Depois de derrotado Napoleão, José Maria percorre toda a Itália no encalço de Rosina e do filho que esta levava no ventre. Não a encontrou em Itália, nem em França, até que por fim em Londres encontra a sua filha, denominada Augusta em honra de sua irmã, e a história da morte de Rosina. A filha acaba por morrer também, e José Maria, desprovido de forças para viver, entra num estado de semi-loucura e vem a terminar os dias entre as ruas do Porto, onde andava a vaguear e a tocar guitarra.

## Edições
- Lisboa: Lucas & Filho, 1873
- 2.ª Edição: Lisboa: Lucas & Filho, 1873
- 3.ª Edição: Lisboa: Empreza da História de Portugal, 1904.
- Porto: Figueirinhas, 1945.